# Championnats du monde de karaté juniors et cadets 2007
Les championnats du monde de karaté juniors et cadets 2007 ont eu lieu du vendredi 18 au dimanche 21 octobre 2007 à İstanbul, en Turquie. Il s'agissait de la cinquième édition des championnats du monde de karaté juniors et cadets organisés par la Fédération européenne de karaté tous les deux ans depuis ceux de 1999.

## Résultats

### Cadets

#### Kata
| Rang | Pays    | Karatéka    |
| ---- | ------- | ----------- |
| 1    | Égypte  | I. Moussa   |
| 2    | Iran    | F. Haghighi |
| 3    | Japon   | Y. Nakahodo |
| 3    | Turquie | M. Sofuoglu |

| Rang | Pays     | Karatéka    |
| ---- | -------- | ----------- |
| 1    | Japon    | S. Konya    |
| 2    | France   | M. Barbotin |
| 3    | Turquie  | K. Akarsu   |
| 3    | Bulgarie | G. Vitanova |

#### Kumite

##### Kumitemasculin
| Rang | Pays     | Karatéka       |
| ---- | -------- | -------------- |
| 1    | Iran     | V. Hassanipour |
| 2    | Lettonie | K. Kalnins     |
| 3    | Tunisie  | K. Falah       |
| 3    | Italie   | A. Vastolah    |

| Rang | Pays    | Karatéka   |
| ---- | ------- | ---------- |
| 1    | Espagne | M. Gomez   |
| 2    | Iran    | P. Soltani |
| 3    | Serbie  | M. Curic   |
| 3    | Suisse  | B. Kujtim  |

| Rang | Pays   | Karatéka      |
| ---- | ------ | ------------- |
| 1    | Italie | M. Vitagliano |
| 2    | France | O. Benayad    |
| 3    | Russie | G. Egiazaryan |
| 3    | Grèce  | G. Kafouros   |

| Rang | Pays               | Karatéka     |
| ---- | ------------------ | ------------ |
| 1    | France             | K. Grillon   |
| 2    | Japon              | H. Kawasaki  |
| 3    | Serbie             | N. Jovanovic |
| 3    | Bosnie-Herzégovine | N. Potur     |

| Rang | Pays      | Karatéka   |
| ---- | --------- | ---------- |
| 1    | Japon     | R. Araga   |
| 2    | Turquie   | A. Usda    |
| 3    | Allemagne | I. Buric   |
| 3    | France    | T. Lakehal |

| Rang | Pays     | Karatéka           |
| ---- | -------- | ------------------ |
| 1    | Grèce    | D. Margaritopoulos |
| 2    | Turquie  | H. Yerebakan       |
| 3    | Pays-Bas | D. De Weerd        |
| 3    | Croatie  | M. Tomazin         |

##### Kumiteféminin
| Rang | Pays       | Karatéka        |
| ---- | ---------- | --------------- |
| 1    | Turquie    | Tuba Yenen      |
| 2    | Serbie     | J. Milivojcevic |
| 3    | Monténégro | S. Krsikapa     |
| 3    | Viêt Nam   | T. Luu          |

| Rang | Pays    | Karatéka       |
| ---- | ------- | -------------- |
| 1    | Japon   | Miki Kobayashi |
| 2    | Italie  | V. Maurizzi    |
| 3    | France  | S. Barre       |
| 3    | Hongrie | M. Sturman     |

| Rang | Pays    | Karatéka         |
| ---- | ------- | ---------------- |
| 1    | Turquie | G. Perol         |
| 2    | Canada  | N. Bratic        |
| 3    | Croatie | M. Lenard        |
| 3    | Russie  | E. Shaposhnikova |

### Juniors

#### Épreuves individuelles

##### Kata
| Rang | Pays    | Karatéka        |
| ---- | ------- | --------------- |
| 1    | Égypte  | Mustafa Ibrahim |
| 2    | Turquie | Arslan Çalışkan |
| 3    | Koweït  | Yousif Al Harbi |
| 3    | Italie  | Alfredo Tocco   |

| Rang | Pays   | Karatéka           |
| ---- | ------ | ------------------ |
| 1    | Grèce  | Sofia Livitsanou   |
| 2    | France | Emmanuelle Fumonde |
| 3    | Égypte | Sarah Assem Aly    |
| 3    | Italie | Viviana Bottaro    |

##### Kumite

###### Kumitemasculin
| Rang | Pays       | Karatéka        |
| ---- | ---------- | --------------- |
| 1    | Égypte     | Karim Ahmed     |
| 2    | Allemagne  | Noah Bitsch     |
| 3    | France     | Sofiane Ainine  |
| 3    | Angleterre | Richie McMillan |

| Rang | Pays   | Karatéka         |
| ---- | ------ | ---------------- |
| 1    | Égypte | Mohamed Omara    |
| 2    | Italie | Salvatore Serino |
| 3    | Japon  | Yoshihito Ide    |
| 3    | France | Azdin Rghioui    |

| Rang | Pays        | Karatéka         |
| ---- | ----------- | ---------------- |
| 1    | Azerbaïdjan | Israfil Shirinov |
| 2    | Lettonie    | Ruslan Sadikov   |
| 3    | Macédoine   | Ivo Cvetkovski   |
| 3    | Grèce       | Geórgios Tzános  |

| Rang | Pays    | Karatéka    |
| ---- | ------- | ----------- |
| 1    | Italie  | Luigi Busà  |
| 2    | Sénégal | Mouhamed Ba |
| 3    | Brésil  | Caio Duprat |
| 3    | Suède   | Sadik Sadik |

| Rang | Pays      | Karatéka          |
| ---- | --------- | ----------------- |
| 1    | Turquie   | Enes Erkan        |
| 2    | Venezuela | Alfredo Mayorca   |
| 3    | Espagne   | Adrian Martinez   |
| 3    | Iran      | Milad Yariilzoleh |

| Rang | Pays      | Karatéka             |
| ---- | --------- | -------------------- |
| 1    | Iran      | Zabiollah Poorshab   |
| 2    | Ukraine   | Yevhen Motovylin     |
| 3    | France    | Terence Bandudi Kusa |
| 3    | Allemagne | Jonathan Horne       |

###### Kumiteféminin
| Rang | Pays     | Karatéka          |
| ---- | -------- | ----------------- |
| 1    | Turquie  | Serap Özçelik     |
| 2    | Équateur | Claudia Cuesta    |
| 3    | France   | Alexandra Recchia |
| 3    | Russie   | Anastasia Zotova  |

| Rang | Pays      | Karatéka            |
| ---- | --------- | ------------------- |
| 1    | Espagne   | Carmen Vicente      |
| 2    | Allemagne | Anjela Tazidinova   |
| 3    | Canada    | Ada Bratic          |
| 3    | Pays-Bas  | Lindsey Weerdenburg |

| Rang | Pays    | Karatéka            |
| ---- | ------- | ------------------- |
| 1    | Turquie | Hüsniye Güler       |
| 2    | Suisse  | Fanny Clavien       |
| 3    | Égypte  | Shymaa Abouel Yazed |
| 3    | Italie  | Marivin Chiari      |

#### Épreuves par équipes

##### Kata
| Rang | Pays    |
| ---- | ------- |
| 1    | Égypte  |
| 2    | Italie  |
| 3    | France  |
| 3    | Turquie |

| Rang | Pays      |
| ---- | --------- |
| 1    | Italie    |
| 2    | Allemagne |
| 3    | France    |
| 3    | Macédoine |

##### Kumite
| Rang | Pays    |
| ---- | ------- |
| 1    | Japon   |
| 2    | Iran    |
| 3    | Croatie |
| 3    | Russie  |

| Rang | Pays    |
| ---- | ------- |
| 1    | Tunisie |
| 2    | Espagne |
| 3    | Turquie |
| 3    | Croatie |